# Xuguang (sockenhuvudort i Kina, Jiangxi Sheng, lat 28,27, long 117,42)
Xuguang (kinesiska: 旭光) är en sockenhuvudort i Kina. Den ligger i provinsen Jiangxi, i den sydöstra delen av landet, omkring 160 kilometer öster om provinshuvudstaden Nanchang. Antalet invånare är 6 995. Befolkningen består av 3 286 kvinnor och 3 709 män. Barn under 15 år utgör 19,0 %, vuxna 15-64 år 71 %, och äldre över 65 år 9,0 %.
Runt Xuguang är det ganska tätbefolkat, med 214 invånare per kvadratkilometer. Närmaste större samhälle är Guifeng, 8,1 km nordväst om Xuguang. I omgivningarna runt Xuguang växer i huvudsak blandskog.
Genomsnittlig årsnederbörd är 2 741 millimeter. Den regnigaste månaden är juni, med i genomsnitt 480 mm nederbörd, och den torraste är oktober, med 37 mm nederbörd.